# Prandl Sándor
Prandl Sándor (1925 – 1995) fényképész.

## Élete
A szlovákiai magyar országos sajtó első hivatásos fotósa volt. Az ötvenes évek elejétől újrainduló szlovákiai magyar sajtó, illetve több szlovák lap munkatársa. 1961-től nyugdíjba vonulásáig a Csemadok hetilapjának a Hét fotóriportere lett. Számos rendezvényről készített felvételt, többek között Gombaszög, Jókai Napok, Kodály Napok, valamint portréképeket közéleti személyekről. Hat alkalommal önálló kiállítása is volt. Fényképhagyatékát a somorjai Bibliotheca Hungarica őrzi.